# Cuota Hagenbach-Bischoff
La cuota Hagenbach o cociente Hagenbach es una fórmula utilizada en sistemas de representación proporcional que representa el número de votos requeridos para obtener un escaño. Se utiliza en algunos sistemas electorales de representación proporcional por listas electorales que utilizan el método de resto mayor así como en una variante del método D'Hondt conocida como "método Hagenbach".

## Fórmula
La fórmula de la cuota Hagenbach es:
{\displaystyle {\frac {{\mbox{total}}\;{\mbox{votos}}}{{\mbox{total}}\;{\mbox{escaños}}+1}}}
donde:
- total votos es el total de votos válidos, y
- total escaños es el total de escaños a repartir en la elección.

La fórmula de la cuota Droop difiere de esta fórmula en que se redondea hacia arriba, si la cuota sale decimal, o se suma 1, si la cuota sale un número entero. Esto hace que utilizando la cuota Droop sea imposible que el número de candidatos que obtengan un escaño al hacer el reparto sea mayor que el número de escaños a repartir; lo que es posible utilizando la cuota Hagenbach-Bischoff. Si esto ocurre, el último escaño se considera un empate y es necesario elegir un ganador entre los dos candidatos.